# Molophilus flagellifer
Molophilus flagellifer là một loài ruồi trong họ Limoniidae. Chúng phân bố ở miền Australasia.